# Куниці (Свентокшиське воєводство)
Куниці (пол. Kunice) — село в Польщі, у гміні Войцеховиці Опатовського повіту Свентокшиського воєводства.
Населення — 206 осіб (2011).
У 1975-1998 роках село належало до Тарнобжезького воєводства.

## Демографія
Демографічна структура на день 31 березня 2011 року:
|          | Загалом | Допрацездатний вік | Працездатний вік | Постпрацездатний вік |
| -------- | ------- | ------------------ | ---------------- | -------------------- |
| Чоловіки | 99      | 25                 | 64               | 10                   |
| Жінки    | 107     | 20                 | 68               | 19                   |
| Разом    | 206     | 45                 | 132              | 29                   |